# Organizzazioni non governative in Italia

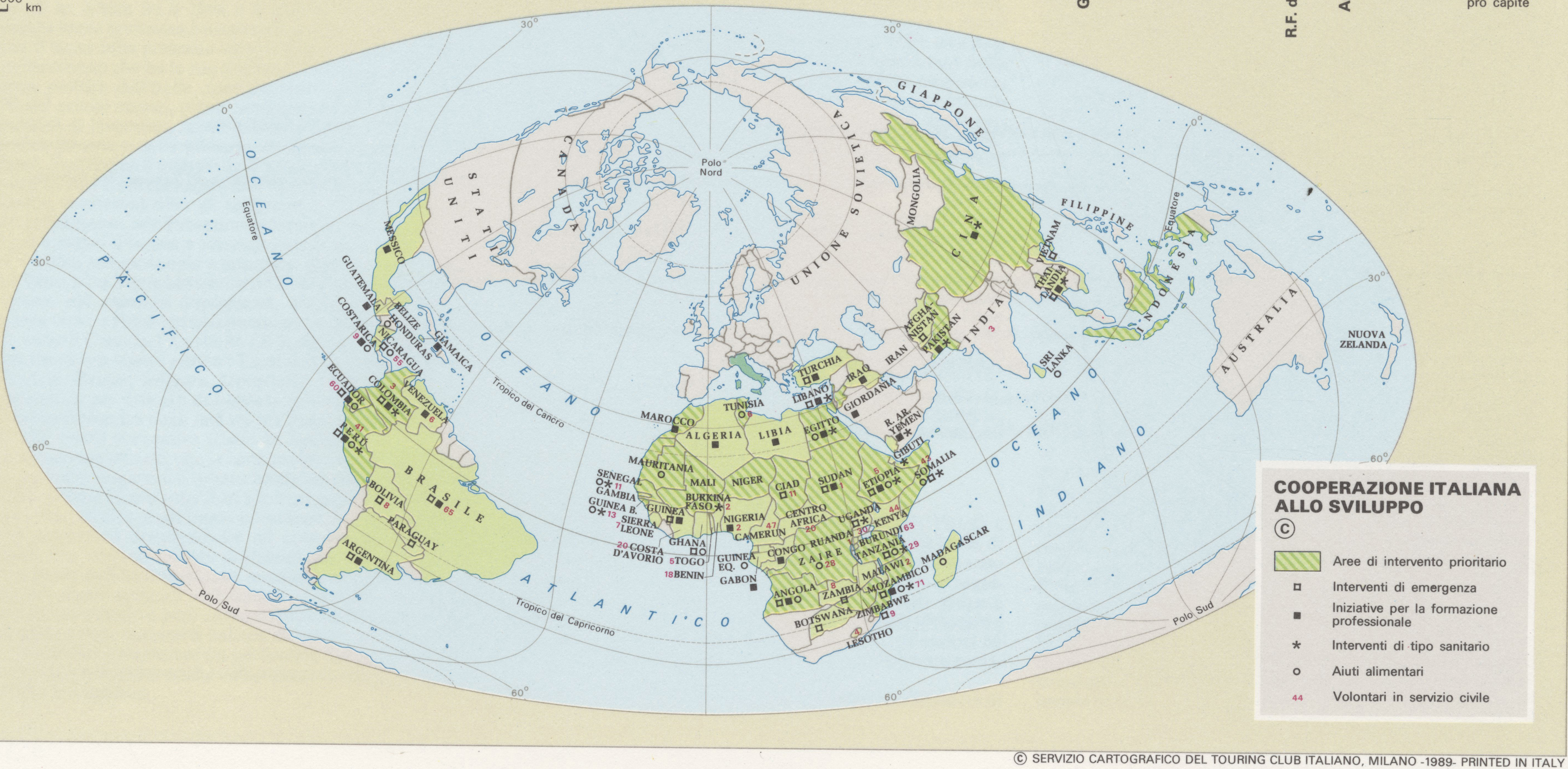
Cooperazione allo sviluppo italiana negli anni 1980

Le organizzazioni non governative in Italia che si occupano di cooperazione con i Paesi in via di sviluppo (PVS), devono ottenere il riconoscimento da parte del Ministero degli affari esteri per poter beneficiare dei contributi della cooperazione italiana.
Tale riconoscimento è previsto dal 1979 (legge 38 sulla cooperazione) e, in particolare dalla legge di riforma (49/87). Le ONG riconosciute ai sensi della Legge 49/1987 sono considerate onlus di diritto.
L'elenco delle ONG riconosciute italiane è tenuto dall'Agenzia italiana per la cooperazione allo sviluppo, a sua volta sottoposta al controllo ed indirizzo del Ministero degli affari esteri tramite la Direzione generale per la cooperazione allo sviluppo.
Al 31.12.2023 sono circa 276 le ONG iscritte all'AICS.

## Elenco delle ONG riconosciute al 31 dicembre 2023[2]
2 A.I.C.I. Associazione Internazionale per le Cardiopatie Infantili www.bambinicardiopatici.it
3 AA Italia Action Aid International Italia Onlus www.actionaid.it
4 AAV Fondazione Aiutiamoli a  Vivere www.aiutiamoliavivere.it
5 ABCS Associazione Bertoni per la  Cooperazione e lo  sviluppo  del terzo mondo www.abcsverona.it
6 ACAP Comunità  di S.  Egidio -  ACAP www.santegidio.org
7 ACAV Associazione Centro Aiuti Volontari cooperazione sviluppo Terzo  Mondo www.acav.eu/it/
8 ACCRI Associazione di Cooperazione Cristiana Internazionale www.accri.it
9 ACF ITALIA Azione Contro  la Fame Italia www.azionecontrolafame.it
10 ACFR Associazione casa famiglia  Rosetta www.casarosetta.it
11 ACLVPT Alfeo  Corassori -  La Vita  per te www.lavitaperte.org 
12 ACRA Fondazione Acra www.acra.it
13 ACS Associazione di Cooperazione e Solidarietà www.acs-italia.it
14 ADP Amici dei Popoli www.amicideipopoli.org 
15 ADRA Italia Adventist Development and Relief Agency www.adraitalia.org
16 AES-CCC Amici dello  Stato Brasiliano  Espirito Santo  -  Centro  di collaborazione Comunitaria www.aes-ccc.org
17 AFMAL Associazione con i "Fatebenefratelli"  per i malati lontani www.afmal.org
18 AFRICA CHI L'Africa  Chiama www.lafricachiama.org
19 AGAPE Associazione Genitori Adottivi per l'Estero www.agapeonlus.it
20 Ai.  Bi. Amici dei Bambini www.aibi.it
21 AIDOS Associazione Italiana Donne per lo  sviluppo www.aidos.it
22 AIFO Associazione Italiana Amici di Raoul Follereau www.aifo.it
23 AISPO Associazione Italiana per la  solidarietà  tra  i popoli www.aispo.org
24 ALM Associazione Laicale Missionaria  Onlus www.associazionelaicalemissionaria.it
25 ALMA Associazione Laica Monfort  "un Cuore per l'Africa  Onlus" www.almaonlus.it
26 ALTROMERCAT O ALTROMERCATO IMPRESA SOCIALE www.altromercato.it
27 AMA Associazione Mani Amiche www.maniamiche.net
28 AMANI Associazione Amani Onlus www.amaniforafrica.it
29 AMBROSOLI Fondazione Doctor Ambrosoli Memorial Hospital Kalongo Onlus www.fondazioneambrosoli.it 
30 AMEN Agenzia  Missionaria Evangelo  per le nazioni Onlus www.amen-onlus.it
31 AMG Associazione Mondo Giusto www.mondogiusto.org
32 AMICI  DI  ADWA Amici di Adwa  Onlus www.amicidiadwa.org
33 AMLIB Fondazione Amore e Libertà  Onlus www.amlib.org
34 AMREF Amref  Health Africa www.amref.it
35 AMU Azione per un Mondo Unito www.amu-it.eu
36 ANLADI Annulliamo  la Distanza www.annulliamoladistanza.org
37 ANPAS Associazione Nazionale Pubbliche assistenze www.anpas.org
38 APA Accademia  Psicologia Applicata www.apaweb.org
39 APIC Amici per il Centrafrica  Carla Maria  Pagani Onlus www.amicicentrafrica.it
40 APOF Associazione Patologi oltre Frontiera www.patologioltrefrontiera.it
41 APPA Agenzia  n.1 di Pavia per Ayamè www.puntoapunto.org
42 APURIMAC Apurimac  Onlus www.apurimac.it
43 ARCS Arci Culture Solidali www.arcsculturesolidali.org
44 ARMADILLA Armadilla  scs  onlus www.armadilla.coop
45 ASECON Amici senza  Confini www.asecon.it
46 ASEEC A sud ecologia  e cooperazione Onlus www.asud.net
47 ASeS Agricoltori Solidarietà e Sviluppo www.ases-ong.org
48 ASI Associazione Sanitaria Internazionale www.asi-international.org
49 ASIA Associazione per la solidarietà internazionale in Asia www.asia-onlus.org
50 ASPEm Associazione Solidarietà  Paesi Emergenti www.aspem.org
51 ASS.ITER Associazione Italia  - Eritrea www.assiter.org
52 ASSEFA Associazione Sarva Seva  Farms  Italia www.assefaitalia.org/old/it/
53 ATB Associazione Trentino con i Balcani www.trentinobalcani.eu/
54 ATS Associazione di Terra Santa www.proterrasancta.org
55 AUCI Associazione Universitaria  per la Cooperazione Internazionale www.auci.org
56 AVAZ Associazione Volontari per lo Sviluppo  dei Popoli www.avaz.it
57 AVSI Fondazione AVSI www.avsi.org
58 BB  NEL DESERTO Bambini nel deserto www.bambinineldeserto.org
59 BUSAJO Busajo  Onlus www.busajo.org
60 CAM Consorzio Associazioni con il Mozambico www.trentinomozambico.org
61 CARITAS Caritas  italiana www.caritas.it
62 CAST Centro  per un appropriato  sviluppo Tecnologico www.cast-ong.org
63 CBM CBM  Italia  Onlus www.cbmitalia.org
64 CCM Comitato Collaborazione Medica www.ccm-italia.org
65 CE.SVI.TE.M Centro  Sviluppo Terzo  Mondo www.cesvitem.org
66 Ce.VI.  -  ODV Centro  di volontariato internazionale ODV www.cevi.coop
67 CEFA Comitato  Europeo  per la  Formazione e l'agricoltura www.cefaonlus.it
68 CELIM-BG Organizzazione di Volontariato Internazionale Cristiano www.celimbergamo.org
69 CELIM-MI Centro  Laici Italiani per le Missioni www.celim.it
70 CESES Centro  Europa Scuola  Educazione e Società www.ceses.it
71 CESF Centro  Edile per la Sicurezza  e Formazione www.cesf.pg.it
72 CESTAS Centro  educazione sanitaria  e tecnologie appropriate sanitarie www.cestas.org
73 CESVI Cesvi Fondazione Onlus www.cesvi.org
74 CfP Condivisione fra  i Popoli www.condivisionefraipopoli.org
75 CHIESI Chiesi foundation onlus www.chiesifoundation.org
76 CIAI Centro  Italiano  Aiuti all'Infanzia www.ciai.it
77 CIES Centro  Informazione e Educazione allo Sviluppo www.cies.it
78 CIFA Centro  Internazionale per l'infanzia  e la famiglia www.cifaong.it
79 CIPA Centro  internazionale per la  pace fra  i popoli www.centropace.org
80 CIPSI Coordinamento  di Iniziative popolari di solidarietà internazionale www.cipsi.it
81 CISP Comitato Internazionale per lo Sviluppo  dei popoli www.cisp.ngo
82 CISV Comunità  Impegno Servizio  Volontariato www.cisvto.org
83 CITTADINANZA Cittadinanza  Onlus www.cittadinanza.org
84 CLMC Comunità  Laici Missionari cattolici www.clmc- volontariatointernazionale.org
85 CMSR Centro  Mondialità Sviluppo  Reciproco www.cmsr.org
86 CO.MI.VI.S Comunità Missionaria  di Villaregia  per lo Sviluppo www.comivis.org
87 COCIS Coordinamento  delle Ong  per la Cooperazione Internazionale allo sviluppo www.cocis.it
88 COE Associazione Centro Orientamento Educativo www.coeweb.org
89 COI Cooperazione Odontoiatrica Internazionale www.cooperazioneodontoiatrica.eu
90 COL'OR Camminiamo  oltre l'orizzonte www.colorngo.org
91 COMI Cooperazione per il mondo  in via  di sviluppo www.comiorg.it
92 COOPERMONDO Associazione per la Cooperazione internazionale allo sviluppo www.coopermondo.it
93 COOPI Coopi Cooperazione Internazionale www.coopi.org
94 COOPSVIL Africa  Mission - Cooperazione e Sviluppo   Onlus www.africamission.org
95 COPE Cooperazione Paesi Emergenti www.cope.it
96 COSPE Cooperazione per lo sviluppo  dei paesi emergenti www.cospe.org
97 COSV Coordinamento  delle Organizzazioni per il servizio  volontario www.cosv.org
98 CPS Comunità Promozione e Sviluppo www.cps-ong.it
99 CRI Croce Rossa  Italiana ODV www.cri.it/home
100 CRIC Centro  Regionale d'Intervento  per la Cooperazione www.cric.it
101 CTA Care To  Action Onlus- ONG www.caretoaction.org
102 CTM Cooperazione nei Territori del Mondo www.ctm-lecce.it
103 CUAMM Medici con l'Africa Cuamm www.mediciconlafrica.org
104 CUMSE Fondazione Cumse Onlus www.cumse.it
105 CVCS Centro  Volontari Cooperazione allo Sviluppo www.cvcs.it
106 CVM Comunità  Volontari per il Mondo www.cvm.an.it
107 DA.PA.DU. Dapadu Abruzzo Onlus www.dapadu.org
108 DB  2000 Don Bosco  2000 impresa  sociale www.donbosco2000.org/
109 DD Differenza  Donna associazione donne contro  la  violenza  alle donne www.differenzadonna.it
110 DEAFAL Delegazione Europea per l'Agricoltura Famigliare in Asia,Africa,  America Latina www.deafal.org
111 DI-SVI Disarmo  e Sviluppo www.disvi.it
112 DOKITA Associazione Volontari Dokita www.dokita.org
113 DPDU Associazione dalla parte degli ultimi www.dallapartedegliultimi.altervi sta.org
114 E4IMPACT E4Impact  Foundation Impresa  Sociale https://e4impact.org/it/
115 EDUCAID Educaid www.educaid.it
116 ELIS Associazione Centro ELIS www.elis.org/associazione
117 EMERGENCY Emergency  -  Life Support  for Civilian War Victims www.emergency.it
118 EMERGENZA SORRISI Emergenza  Sorrisi- Doctors  for Smiling Children www.emergenzasorrisi.it
119 ENGIM Ente Nazionale Giuseppini del Murialdo www.engiminternazionale.org
120 ESSEGIELLE EsseGiElle Cooperazione Internazionale - Solidarietà,  Giustizia e Libertà www.essegielle.org
121 FADV Fondazione l'Albero della  Vita www.alberodellavita.org
122 FAIRTRADE Fairtrade Italia www. fairtrade.it
123 FAM Fondazione Agostiniani nel Mondo www.osafund.org
124 FCORTI Fondazione Piero  e Lucille Corti www.fondazionicorti.it
125 FDCG Fondazione Don Carlo  Gnocchi www.dongnocchi.it
126 FDUO Fratelli dell'Uomo www.fratellidelluomo.org
127 FGP II Fondazione Giovanni Paolo  II www.fondazionegiovannipaolo.org
128 FIdC Fondazione Ivo  De Carneri www.fondazionedecarneri.it
129 FMB Fondazione Mission Bambini Onlus http://www.missionbambini.org/
130 FOCSIV Federazione Organismi Cristiani di servizio internazionale volontario www.focsiv.it
131 FON.SIPEC Fondazione Sipec www.fonsipec.it
132 FONDAZIONE AURORA FONDAZIONE AURORA ETS www.fondazioneaurora.org      
133 FONDAZIONE ISMU Fondazione iniziative e studi sulla Multietnicità www.ismu.org
134 FONDAZIONE DREAM Fondazione Dream  - Comunità  di Sant'Egidio  Onlus https://dream.santegidio.org/
135 FONDAZIONE EMMANUEL Fondazione Emmanuel -  Don Francesco  Tarantini per le migrazioni e il sud del mondo www.fondazione-emmanuel.org
136 FONDAZIONE FRANCESCA RAVA -  N.P.H. ONLUS Fondazione Francesca  Rava  - N.P.H.  Onlus www.nph-italia.org/home
137 FONDAZIONE  LA LOCOMOTIVA ETS FONDAZIONE  LA LOCOMOTIVA ETS Fondazione la Locomotiva
138 Fondazione MEDA Fondazione MEDA www.fondazionemeda.it
139 FONDAZIONE PIME Fondazione PIME Onlus https://centropime.org
140 FONDAZIONE SAFE Fondazione Safe www.safe-europe.eu
141 FONDAZIONE SLOW  FOOD Fondazione Slow Food per la Biodiversità  Onlus www.fondazioneslowfood.com
142 FPA Fondazione Progetto Arca  Onlus www.progettoarca.org
143 GAO Gao  Cooperazione Internazionale www.gaong.org
144 GCI Green Cross  Italia www.greencross.it
145 GMA Gruppo  Missioni Africa www.gmagma.org
146 GR Golfini Rossi ETS www.golfinirossionlus.com
147 GRT Gruppo  per le Relazioni Transculturali www.grtitalia.org
148 GSI  ITALIA Gruppi Solidarietà Internazionale www.gsitalia.org
149 GTV Gruppo  Trentino  di Volontariato  Onlus www.gtvonline.org
150 GUARDAVANTI Guardavanti per il futuro  dei bambini Onlus www.guardavanti.org
151 GUS GUS-  Gruppo  Umana Solidarietà www.gusitalia.it
152 GVC Gruppo  di Volontariato  Civile www.gvc-italia.org
153 HABIBI Habibi APS www.associazionehabibi.org
154 HALIEUS Haliéus  - Organizzazione di Cooperazione Internazionale per lo Sviluppo www.halieus.it
155 HELPCODE Help Code Italia Onlus www.helpcode.org
156 HPP ITALIA Humana  people to people Italia  Onlus www.humanaitalia.org
157 IBO Associazione Italiana Soci Costruttori www.iboitalia.org
158 ICEI Istituto  Cooperazione Economica Internazionale www.icei.it
159 ICU Istituto  per la Cooperazione Universitaria www.icu.it
160 IFP Incontro  fra  i Popoli www.incontrofraipopoli.it
161 IISMAS Istituto Internazionale Scienze Mediche Antropologiche Sociali www.iismas.it
162 IL  SOLE Il Sole Associazione per la  Cooperazione Internazionale e le adozioni a  distanza www.ilsole.org
163 IMPEGNARSI SERVE Impegnarsi Serve Onlus www.impegnarsiserve.org
164 INSIEME Associazione gruppi "Insieme si può" www.365giorni.org
165 INTERSOS Intersos www.intersos.org
166 IPC Perigeo  international people community www.perigeo.org
167 IPSIA Istituto  Pace, Sviluppo,  Innovazione Acli www.ipsia-acli.it
168 ISCOS Istituto  Sindacale per la  Cooperazione allo Sviluppo www.iscos-cisl.org
169 ISCOS EMILIA ROMAGNA Iscos  Emilia Romagna  Onlus www.iscosemiliaromagna.org
170 JRS Fondazione Pia Autonoma  Servizio dei Gesuiti per i Rifugiati www.jrs.net
171 LAMA CRVS Coordinamento Regionale Volontariato  e Solidarietà  Luciano Lama www.associazionelucianolama.it
172 LEO Associazione Leo Onlus www.associazioneleoonlusong.it
173 LG Legambiente www.legambiente.it
174 LIBERA Libera  APS –  Libera. Associazioni,  Nomi e Numeri contro  le mafie APS www.libera.it
175 LLO Lumbelumbe Onlus www.lumbelumbe.org
176 LTM Gruppo  Laici Terzo Mondo www.ltmong.org
177 LVIA Associazione Internazionale Volontari Laici www.lvia.it
178 M.A.D.E. Maison Des  Enfants ONLUS www.mademada.org
179 M.A.I.S. Movimento  per l'autosviluppo Internazionale nella solidarietà www.maisonlus.org
180 MA '70 Movimento  Africa  70 www.africa70.org
181 MAGIS Movimento  e azione dei gesuiti italiani per lo  sviluppo www.magis.gesuiti.it
182 MAIS Movimento  per l'autosviluppo, l'interscambio,  la solidarietà www.mais.to.it
183 MATE  76 Mani Tese www.manitese.it
184 MC  MOVICOM Movimento  e comunità  in difesa dei diritti dei popoli www.movicom.it
185 MCO Missioni Consolata Onlus www.missioniconsolataonlus.it
186 MEDACROSS ONLUS Medacross  Onlus www.medacross.org
187 MEDU Medici per i Diritti Umani www.mediciperidirittiumani.org
188 MISSIONE CALCUTTA Missione calcutta www.missionecalcutta.it
189 MLAL Progetto  mondo- Movimento  Laici America  Latina (progettoMondo  Mlal) onlus www.progettomondomlal.org
190 MLFM Movimento  per la lotta  contro  la  fame nel mondo www.mlfm.it
191 MMI Medicus  Mundi Italia www.medicusmundi.it
192 MO.C.I. Movimento  per la Cooperazione Internazionale www.mocimondo.org
193 MONSERRATE Fondazione Monserrate Onlus www.monserrate.org
194 MSF Medici Senza Frontiere Onlus www.medicisenzafrontiere.it
195 MSO Movimento  Shalom Onlus www.movimento-shalom.org
196 MSP Movimento  Sviluppo  e Pace www.msptorino.org
197 MUSIC  FOR PEACE Music  for Peace Creativi della  Notte ETS www.musicforpeace.it
198 N:EA Napoli:Europa-Africa www.neaculture.it
199 NADIA Nuova  Associazione Di Genitori insieme per l’Adozione  www.nadiaonlus.it     
200 NEXT Onlus Next  Onlus www.nextonlus.it
201 NEXUS Nexus  Solidarietà Internazionale Emilia Romagna www.nexusemiliaromagna.org
202 NLC  -  ETS New  Life For Children -  Ente del terzo settore www.NewLifeforChildren.org
203 NO  ONE  OUT No  One Out www.svibrescia.it
204 NOVA OdV NUOVI  ORIZZONTI PER  VIVERE L'ADOZIONE  OdV www.associazionenova.org
205 NOVE  ETS Nove Ente del Terzo Settore www.noveonlus.org
206 NPWJ Non c'è pace senza Giustizia www.npwj.org
207 NSS Nuovi spazi al servire istituto  per la cooperazione con i Paesi in via  di Sviluppo www.nuovispazialservire.it
208 NTC Nessuno  tocchi Caino www.nessunotocchicaino.it
209 O.I.KO.S. Organization for International Kooperation and Solidarity www.oikosonlus.net
210 OAFI Organizzazione di aiuto  fraterno  Italia Ong-Onlus www.oafi.org
211 OIKOS Istituto  OIKOS www.istituto-oikos.org
212 OPERA DB Opera  don Bonifacio- Azione verde www.azioneverde.org
213 OSA Organizzazione Sviluppo  e integrazione www.ongosa.org
214 OSVIC Organismo  Sardo  di Volontariato Internazionale Cristiano www.osvic.it
215 OVCI Organismo  di volontariato  per la Cooperazione Internazionale www.ovci.org
216 OVERSEAS Organizzazione per lo sviluppo  globale di comunità  in paesi extra-europei www.overseas-onlus.org
217 OXFAM Oxfam  Italia www.oxfamitalia.org
218 PANGEA Fondazione Pangea Onlus https://pangeaonlus.org
219 PC Progetto  Continenti www.progettocontinenti.org
220 PCN Persone come noi www.personecomenoi.org
221 PdF Punto  di Fraternità www.puntodifraternita.org
222 PISIE Politecnico Internazionale per lo sviluppo  industriale ed Economico www.pisie.it
223 PLAN  ITALIA Plan Italia  Onlus www.plan-international.it
224 POBIC Associazione POBIC  - Progetti e opere Benefiche per Interventi Caritatevoli www.ong-pobic.org
225 PPG Parma  per gli altri www.parmaperglialtri.it
226 PRO.DO.C.S. Progetto  domani: Cultura  e solidarietà www.prodocs.org
227 PRO.MOND Progetto  Mondialità www.promond.it
228 PRO.SA Fondazione per la Promozione Umana  e la  Salute www.fondazioneprosa.it
229 PROSUD Progetto  Sud www.progettosud.org
230 PROSVIL Progetto  Sviluppo CGIL www.prosvil.cgil.it
231 PUNTO SUD Fondazione Punto Sud www.puntosud.org
232 RAPHAEL Fondazione Raphael Onlus www.fondazione-raphael.org
233 RC Ricerca  e Cooperazione www.ongrc.org
234 RE.TE. Associazione di Tecnici per la Solidarietà  e Cooperazione Internazionale - RE.TE. www.reteong.org
235 REACH Reach Italia  Onlus www.reachitalia.it
236 RIO  MILANO Progetto  Uomo Rishilpi International Onlus www.rishilpibd.org/
237 RONDINE Rondine Cittadella della  Pace www.rondine.org
238 RTM Volontari nel Mondo RTM www.reggioterzomondo.org
239 SAFESPRO Scuola  di Alta Formazione e Studi Specializzati per Professionisti www.safespro.it
240 SAL4L Save a  life 4 life- Salva  una  vita  - Associazione per b www.savealifeforlife.org
241 SALAM Associazione Salam www.associazionesalam.org
242 SCAIP Servizio Collaborazione Assistenza Internazionale Piamartino www.scaip.it
243 SCI Servizio  Civile Internazionale www.sci-italia.it
244 SENZA CONFINI Senza  Confini Onlus www.senzaconfini-onlus.org
245 SES Salute e Sviluppo www.salutesviluppo.org
246 SESU Associazione Giovanni Secco Suardo www.associazionegiovanniseccos uardo.it
247 SEV  ORIONE Servizio  esperti volontari Orione '84 www.sev84.org
248 SGI Società  Geografica Italiana www.societàgeografica.it
249 SII The Siracusa International  Institute For Criminal Justice And Human Rights www.siracusainstitute.org
250 SJAMo Sao  Josè amici nel Mondo www.sjamo.it
251 SNM Comunità  Solidali nel Mondo  Onlus www.solidalinelmondo.org
252 SOLETERRE Soleterre-strategie di pace onlus www.soleterre.org
253 SOOMAALIYA Soomaalya  Onlus www.soomaaliya.it
254 SOS Sos  Missionario www.sosmissionario.it
255 STC Save the children Italia www.savethechildren.it
256 SULLA STRADA Sulla  Strada Associazione Onlus www.sullastrada.org
257 SVB Sos  Villaggi dei Bambini Onlus www.sositalia.it
258 TAMAT TamaT www.tamat.org
259 TdH Fondazione Terre des Hommes  Italia www.terredeshommes.it
260 TEN Terra  Nuova www.terranuova.org
261 TOVINI Fondazione Giuseppe Tovini www.fondazionetovini.it
262 TSO Terre Solidali Onlus www.terresolidali.org
263 TWINS INTERNATIONAL Twins  International Onlus www.aliceforchildren.it
264 UMMI Salute Formazione Sviluppo  -  UMMI www.ummi.it
265 UNICEF Comitato  italiano  per L'Unicef www.unicef.it
266 UPP Un ponte per… www.unponteper.it
267 UVISP Unione volontariato Internazionale per lo sviluppo  e la  pace www.uvisp.org
268 UVPPP Una  Voce per Padre Pio www.unavoceperpadrepio.com
269 VdT Vento  di Terra  -  onlus www.ventoditerra.org
270 VIDES Volontariato Internazionale Donna Educazione Sviluppo www.videsitalia.it
271 VIS Volontariato Internazionale per lo sviluppo www.volint.it
272 VISES Volontari per iniziative di sviluppo economico  e sociale www.vises.it
273 VISPE Volontari Italiani Solidarietà  Paesi Emergenti www.vispe.it
274 VPM Voci di Popoli del Mondo www.ongvpm.org
275 WE  WORLD We World -  GVC www.weworld.it